# Malik ibn Misma
Màlik ibn Misma fou el principal personatge de la família Massàmia de Bàssora. Va combatre per Àïxa bint Abi-Bakr a la batalla del Camell (4 de desembre del 656) com a cap dels Bakr ibn Wakil i després va unir la seva sort als omeies. A la mort de Yazid I ibn Muàwiya va negociar una aliança entre la seva tribu i els Azd de Bàssora, participant després (683) dins aquesta aliança a la lluita contra els Banu Tamim. Després va dirigir als Bakr en la lluita contra el kharigita al-Mukhtar ibn Abi Ubayd (vers 686) antic servidor d'Alí ibn Abi-Tàlib. Aliat als Djufriyya, grup pro-omeia de Bàssora, va intentar expulsar de la ciutat a Musa ibn al-Zubayr (688/689) i va haver de fugir a la Yamama però va poder tornar a Bàssora després de la reconquesta de l'Iraq per l'omeia Abd-al-Màlik ibn Marwan el 691. Va morir poc després vers 692.